# Peredmistea, Buceaci
Peredmistea (în ucraineană Передмістя) este localitatea de reședință a comunei Peredmistea din raionul Buceaci, regiunea Ternopil, Ucraina.

## Demografie
Componența lingvistică a localității Peredmistea
     Ucraineană (100%)
Conform recensământului din 2001, toată populația localității Peredmistea era vorbitoare de ucraineană (100%).